# Bolaños de Campos
Bolaños de Campos ist ein nordspanischer Ort und eine Gemeinde (municipio) mit 254 Einwohnern (Stand: 2024) im Nordwesten der Provinz Valladolid der Autonomen Gemeinschaft Kastilien-León.

## Lage
Der Ort Bolaños de Campos liegt auf dem Ostufer des Río Valderaduey im Norden der Comarca Tierra de Campos in der kastilischen Hochebene in einer Höhe von etwa 710 m ü. d. M. Die Provinzhauptstadt Valladolid befindet sich gut 67 km (Fahrtstrecke) südöstlich; León, die Hauptstadt der Nachbarprovinz, ist gut 80 km in nordwestlicher Richtung entfernt. Das Klima im Winter ist durchaus kalt, im Sommer dagegen warm bis heiß; die spärlichen Regenfälle (ca. 425 mm/Jahr) fallen verteilt übers ganze Jahr.

## Bevölkerungsentwicklung
| Jahr      | 1842 | 1900 | 1950 | 2000 | 2016 |
| Einwohner | 652  | 960  | 884  | 381  | 337  |

Der Bevölkerungsrückgang im 20. Jahrhundert ist im Wesentlichen auf die Mechanisierung der Landwirtschaft und den damit einhergehenden Verlust von Arbeitsplätzen zurückzuführen.

## Wirtschaft
Die auf den fruchtbaren Lehm- und Lössböden der Tierra de Campos betriebene Feldwirtschaft und die Haltung von Kleinvieh (v. a. Hühner) bildeten jahrhundertelang die Lebensgrundlage der als Selbstversorger lebenden Bevölkerung der Region; Pferde und Esel wurden als Zug- und Tragtiere gehalten. Seit dem Mittelalter entwickelten sich auch Handwerk, Kleinhandel und Dienstleistungsbetriebe aller Art, die jedoch inzwischen zumeist wieder verschwunden sind.

## Geschichte
In vorrömischer Zeit gehörte die Region zum Siedlungsgebiet des keltischen Volksstamms der Vaccäer; später kamen Römer und Westgoten und im 8. Jahrhundert wurde das Gebiet von den Mauren überrannt – alle vier Kulturen haben jedoch in dem ehemals möglicherweise bewaldeten Gebiet keine archäologisch verwertbaren Spuren hinterlassen. Bereits im 9. Jahrhundert eroberten asturisch-leonesische Heere die Gebiete nördlich des Duero zurück (reconquista). Ende des 10. Jahrhunderts machte der maurische Heerführer Almansor die christlichen Erfolge vorübergehend wieder zunichte, aber im 11. Jahrhundert dehnte das Königreich León sein Herrschaftsgebiet erneut bis zur Duero-Grenze aus. Die Region wurde wiederbesiedelt (repoblación). Nach vorangegangenen Versuchen vereinigte sich León im Jahr 1230 endgültig mit dem Königreich Kastilien, doch kam es auch in der Folgezeit immer wieder zu Auseinandersetzungen. Seine Blütezeit erlebte der Ort im ausgehenden Mittelalter und in der frühen Neuzeit.

## Sehenswürdigkeiten
- Von einer Burg (castillo) der Familie Tellez ist nichts mehr erhalten.
- Die Iglesia de Santa María ist ein hauptsächlich aus Ziegelsteinen errichteter Bau des 16. Jahrhunderts mit einem Glockenturm und einer erhöhten rechteckig ummantelten Apsis.[5]
- Auf dem Platz vor der Kirche erhebt sich auf einem runden gestuften Sockel eine Gerichtssäule (rollo) aus der Zeit um 1500 mit vier repräsentativen Löwenköpfen, die möglicherweise einen Bezug auf das mittelalterliche Königreich León darstellen.[6]
- Die mit einem Glockengiebel ausgestattete Iglesia de San Miguel ist dem Erzengel Michael geweiht und stammt aus dem 16. Jahrhundert. Der Kirchenbau ist weitgehend aus Ziegelsteinen errichtet, doch bestehen Teile der Westfassade aus Hausteinen. Die Kirche wurde in ein Kulturzentrum umgewandelt.[7]